# Katsushi Koga
Katsushi Koga (jap. 古賀 勝志, Koga Katsushi; * um 1970) ist ein japanischer Badmintonspieler. 

## Karriere
Katsushi Koga wurde 1992 nationaler Meister in Japan, wobei er im Mixed mit Yōko Fujimoto erfolgreich war. Ein Jahr später gewannen beide gemeinsam noch einmal Bronze. Koga startete 1990, 1993 und 1994 bei den Japan Open, wobei er es bei seinen beiden letzten Starts bis ins Hauptfeld schaffte.

## Sportliche Erfolge
| Saison | Veranstaltung                | Disziplin | Platz | Name                          |
| ------ | ---------------------------- | --------- | ----- | ----------------------------- |
| 1992   | Japan: Einzelmeisterschaften | Mixed     | 1     | Katsushi Koga / Yōko Fujimoto |
| 1993   | Japan: Einzelmeisterschaften | Mixed     | 3     | Katsushi Koga / Yōko Fujimoto |